# Ilienses

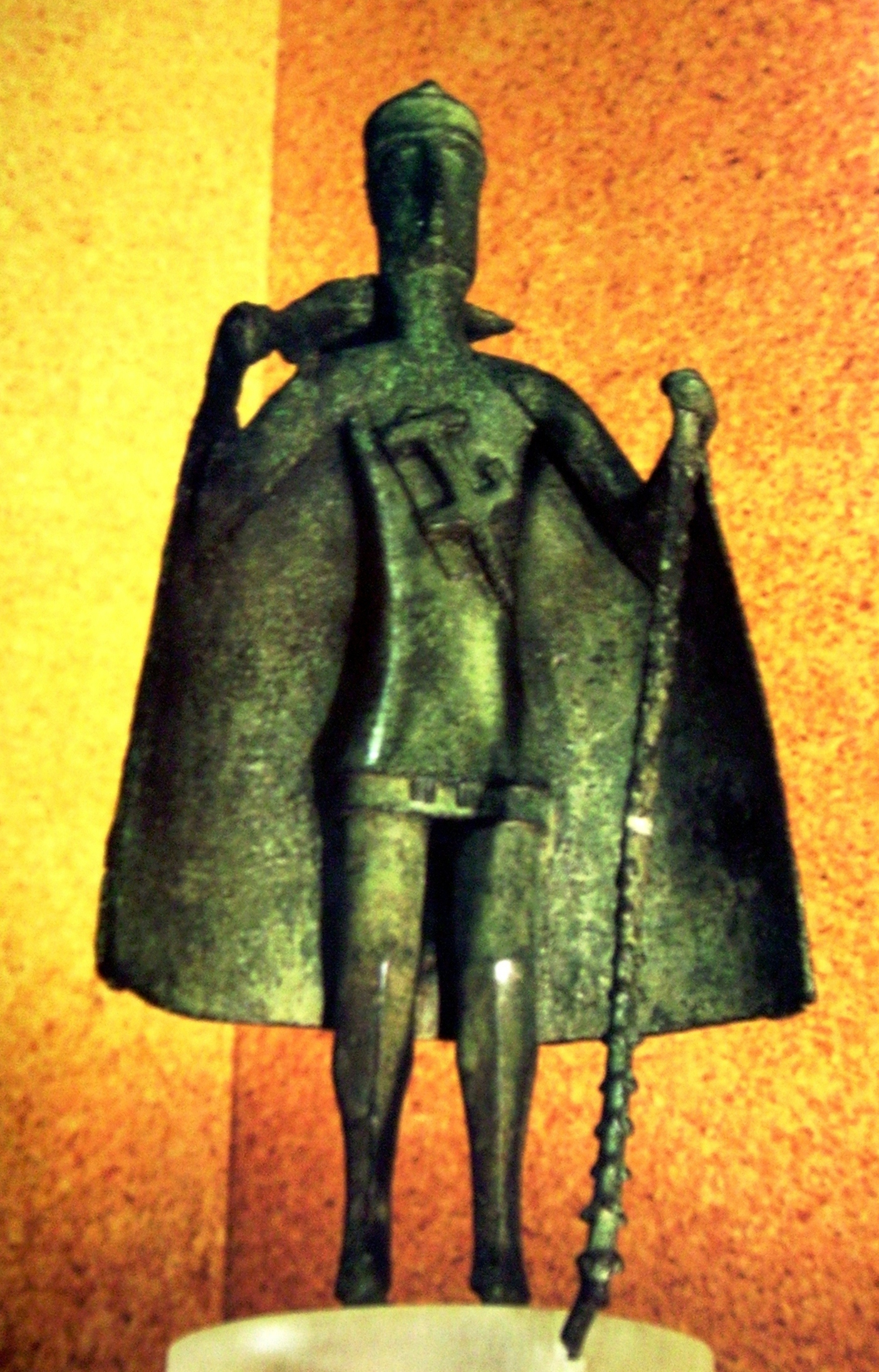
Figrua de Bronce paleosarda (Capo tribù) Cagliari Museo Archeologico Nazionale

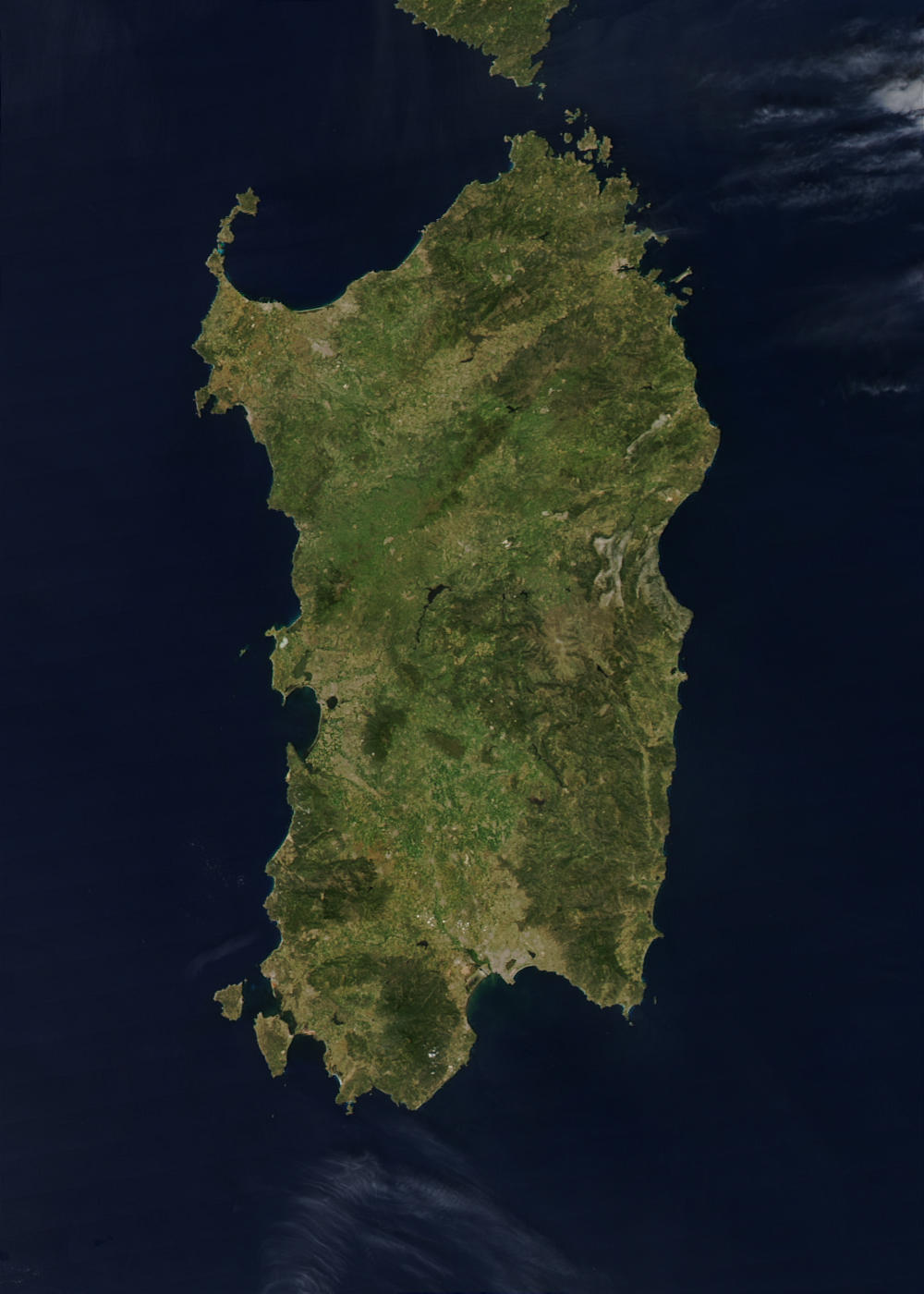
Vista satellite de Cerdeña.

Los ilienses (o yoleos) fueron un antiguo pueblo nurágico de pastores-guerreros que habitaba el sur Cerdeña durante el II milenio a. C. y que más tarde se refugiaron ocupando el área central de Cerdeña durante la dominación cartaginesa y romana en la zona comprendida entre los montes de Limbara, el Goceano y los montes de Alà de la alta Ogliastra. 

## Historia
Durante el período nurágico su territorio se extendía desde la llanura de Campidano (llamada también llanura yolea) hasta el río Tirso al norte donde empezaba el territorio de los balaros donde se encontró la inscripción latina ILI-IUR-IN NVRAC SESSAR.
De acuerdo con los relatos legendarios, los antiguos habitantes de Ilión (Troya) tras la caída de la ciudad a manos de los griegos micénicos se establecieron en esta región de Cerdeña. Se conoce que los ilienses desde el 1000 a. C. se opusieron a la dominación cartaginesa. Tras el final de la primera guerra púnica (241 a. C.), un ejército romano ocupó las principales fortalezas púnicas de Cerdeña en el 238 a. C., ante esa nueva invasión los pueblos autóctonos opusieron una dura resistencia, que fue muy duramente reprimida por los romanos.
En el 227 a. C. Cerdeña y Córcega se convirtieron en la segunda provincia romana (la primera había sido Sicilia). El estallido de la segunda guerra púnica y las victorias de Aníbal provocaron disturbios rebeldes en Cerdeña, donde, después de la derrota romana en la batalla de Cannas, el príncipe de sardo-púnico Hampsicora ayudado por los cartagineses y los ilienses, organizó una nueva revuelta. En el 215 a. C. los rebeldes fueron vencidos y masacrados en la batalla de Cornus por Tito Manlio Torquato, con lo cual los cartagineses perdieron definitivamente influencia en la isla.
Sin embargo, los sardos del interior (ilienses y balaros) continuaron resistiendo y de hecho en el 174 a. C. el cónsul Tiberio Sempronio Gracco llevó a cabo una dura represión y llevó a cabo una matanza, esclavizando a 80 mil sardos. Los ilienses, sin embargo, no se doblegaron completamente a los romanos y en la época de mayor penetración, se refugiaron en los montes de Barbaria. Estas poblaciones autóctonas debieron subsistir hasta la invasión de los Vándalos que previamente habían invadido la ciudad de Cartago en el 456. Los ilienses, junto con los balaros, resistieron a la dominación bizantina de la isla, hasta que el 594 uno de sus líderes más importantes, Hospitón que era católico, fue persuadido por el papa Gregorio I para que pactara una paz con los bizantinos y predicara el cristianismo entre los sardos de su tribu.